# Янка (река)
Я́нка (бел. Я́нка) — река в Беларуси, левый приток Дисны. Протекает в Браславском и Шарковщинском районах Витебской области.
Длина реки — 48 км. Площадь водосбора 564 км². Среднегодовой расход воды в устье 3,7 м³/с. Средний наклон водной поверхности 0,4 %.
Гидроним Янка можно связать с финским и саамским географическим термином янка «большое болото», карельским янга «моховое топкое болото», мансийским янк «болото».
Река вытекает из южной оконечности Богдановского озера на высоте 136,4 м около деревни Богданово Браславского района, в 20 км к югу от города Браслав. В верховьях река течёт на юг по лесному массиву, там река протекает озеро Янка; затем река поворачивает на восток и течёт по безлесой местности в пределах Полоцкой низменности. Верхнее течение проходит по Браславскому району, среднее и нижнее течение — по Шарковщинскому району. Притоки — Кулажка, Мутянка (левые); Янка (правый).
На берегах реки стоит несколько деревень — Свила, Трабовщина, Лонские, Шити, Амбросенки (все — Шарковщинский район). В нижнем течении протекает по северной части посёлка Шарковщина и впадает в Дисну на его восточных окраинах.
Долина трапециевидная (ширина 100—350 м), в верхнем течении невыразительная. Пойма в верхнем течении узкая, прерывистая, ниже преимущественно двухсторонняя (ширина 50—100 м), в низовье почти отсутствует. Берега сильно заболочены. Русло вверх от устья на протяжении 39 км канализировано.